# Lista över fornlämningar i Falkenbergs kommun (Morup)
Lista över fornlämningar i Falkenbergs kommun (Morup) är en förteckning av ett urval av de fornlämningar som finns i Morup i Falkenbergs kommun.
| Namn                          | Lämningstyp                 | Tillkomsttid | Historisk indelning | Plats | Läge                 | ID-nr          | Bild                                 |
| ----------------------------- | --------------------------- | ------------ | ------------------- | ----- | -------------------- | -------------- | ------------------------------------ |
| Norra Brödrahögen (Morup 3:1) | Hög                         |              | Morup, Halland      |       | 56.954148, 12.362583 | 10147900030001 | Ladda upp en bild av detta fornminne |
| Södra Brödrahögen (Morup 4:1) | Hög                         |              | Morup, Halland      |       | 56.951948, 12.362850 | 10147900040001 | Ladda upp en bild av detta fornminne |
| Morup 10:1                    | Hög                         |              | Morup, Halland      |       | 56.955920, 12.360583 | 10147900100001 | Ladda upp en bild av detta fornminne |
| Morup 10:2                    | Stensättning                |              | Morup, Halland      |       | 56.956081, 12.360104 | 10147900100002 | Ladda upp en bild av detta fornminne |
| Morup 13:1                    | Grav markerad av sten/block |              | Morup, Halland      |       | 56.993009, 12.371129 | 10147900130001 | Ladda upp en bild av detta fornminne |
| Morup 27:1                    | Stensättning                |              | Morup, Halland      |       | 56.945198, 12.379690 | 10147900270001 | Ladda upp en bild av detta fornminne |
| Morup 39:1                    | Stensättning                |              | Morup, Halland      |       | 56.999406, 12.429916 | 10147900390001 | Ladda upp en bild av detta fornminne |
| Morup 39:2                    | Stensättning                |              | Morup, Halland      |       | 56.999551, 12.429771 | 10147900390002 | Ladda upp en bild av detta fornminne |
| Morup 63:1                    | Stensättning                |              | Morup, Halland      |       | 56.998187, 12.430849 | 10147900630001 | Ladda upp en bild av detta fornminne |
| Morup 110:2                   | Stensättning                |              | Morup, Halland      |       | 56.969598, 12.396422 | 10147901100002 | Ladda upp en bild av detta fornminne |
| Morup 173                     | Gravfält                    |              | Morup, Halland      |       | 56.952043, 12.361849 | 12000000014740 | Ladda upp en bild av detta fornminne |